# 罗伯特·诺伊斯
罗伯特·诺頓·诺伊斯（英語：Robert Norton Noyce，1927年12月12日—1990年6月3日），是仙童半导体公司（1957年创立）和英特尔（1968年创立）的共同创始人之一，他有“硅谷市长”或“硅谷之父”（the Mayor of Silicon Valley）的绰号。诺伊斯也是电子元件積體电路的发明者之一，他的发明对个人电脑的普及起到关键性的作用。

## 生平
罗伯特·诺伊斯生于美国爱荷华州东南的伯灵顿镇，排行老三。父亲是教堂的牧师，因此小時候的羅伯特跟隨家人四处迁移，8岁时，搬往迪科拉，他把大量的时间都花在地下室工作间里。中学毕业後入读格林内尔学院，修读物理、数学两个专业，物理系主任G·O·伽尔（G．O．Gale）在课堂上出示了约翰·巴丁发明的晶体三极管，引起诺伊斯的极大兴趣。诺伊斯在學校是游泳選手，並且在1947年的美国中西部地区游泳锦标赛上夺冠。他还會演奏双簧管，并在当地电台表演连续剧。1953年获麻省理工学院物理学博士学位，博士论文题为“绝缘体表面状态的光电研究”（Photoelectric Study of Surface States on Insulators）。毕业後3年在费尔科（Philco）公司工作。
1956年初，科学家威廉·肖克利决定创办半导体公司，诺伊斯决定追随其成就一番大事业，由於工作人员都是博士，被称为“博士生产线”。1957年，诺伊斯不满肖克利的专制管理体制，与摩尔等8人集体辞职，在风险投资商Arthur Rock和Sherman Fairchild的资助下，创立仙童（Fairchild）半导体公司，被肖克利称为“8个叛徒”（traitorous eight）。
1959年1月，诺伊斯写出打造積體电路的方案，開始進行研發，利用一层氧化膜作为半导体的绝缘层，製作出鋁條連線，使元件和导线合成一体。不過這時德州仪器（TI）的傑克·基爾比已经制成積體电路，但他的设计不实际。同年7月30日，仙童提出“半导体器件——连线结构”（美國專利第2,981,877号 ）的专利申请，至於基尔比的专利直到1964年6月23日才被批准。1969年法院判决，诺伊斯和基尔比發明的積體電路不存在侵权问题，两专利都有效。
1957年，苏联成功發射人造卫星。1959年美国国家航空航天局決定把人类送上月球。阿波罗太空梭选用诺伊斯的集成电路。
1968年8月，诺伊斯与戈登·摩尔和安迪·葛洛夫一起辞职，创立英特尔（Integrated Electronics）。诺伊斯开创了没有墙壁的隔间办公室新格局。1971年11月，Intel 4004微处理器芯片问世。罗伯特·诺伊斯更是被稱為“矽谷市长”。
诺伊斯兴趣广泛。他喜欢潜水、滑雪，還會驾驶飞机。1990年6月3日，诺伊斯因游泳时突然心脏病发作而去世，享年62岁。